# Agelanthus nyasicus
Agelanthus nyasicus är en tvåhjärtbladig växtart som först beskrevs av Baker & Sprague, och fick sitt nu gällande namn av R.M. Polhill & D. Wiens. Agelanthus nyasicus ingår i släktet Agelanthus och familjen Loranthaceae. Inga underarter finns listade i Catalogue of Life.